# 稲﨑エマ
稲﨑 エマ （いなさき えま、8月27日生）は、日本の女性歌手、作詞家。大阪府出身。血液型はO型。愛称は「姫」。旧芸名、カサンドラ。

## 概要
主にゲームとTV/CM/主題歌のボーカル、作詞、コーラスを担当。また、モデル・読者モデルとしての活動も行っている。
帝塚山学院高等学校音楽コース卒業、同志社女子大学学芸学部音楽学科声楽専攻卒業。大学在学中にウィーン・コンセルヴァトリウム（ウィーン音楽院）に短期留学。主にドイツ歌曲を勉強しており、フランツ・シューベルトとフェリックス・メンデルスゾーンの歌曲を好む。ウィーン音楽院にて演奏会出演、アクティスドリームコンサートなど多数の演奏会に出演している。大学卒業後にユニバーサルミュージックのオーディションに合格。その後、島みやえい子のもとでボイストレーニングを受けながらアーティストとして活動を始める。
2016年2月18日に公式ファンクラブであるカサンドランド設立。5月26日には、1stアルバムCASANDRAを発売。同年6月19日には、初のワンマンライブが東京にて開催された。
2019年11月30日に所属事務所HMRエンターテインメントを退所。フリーとなる。
2022年7月29日に株式会社できそうラボに所属し、稲﨑エマに改名し、再デビューした。

## ディスコグラフィ

### シングル
|  | 発売日 | タイトル | 規格品番 |  |
|  | ------ | -------- | -------- |  |

| 1st | 2014年5月24日 | ミラクル☆デイズ | HEMU-0002 |  |
| 1. ミラクル☆デイズ - 作詞：島みやえい子 / 作曲・編曲：新井健史 - コーラス：カサンドラ / ギター：菅野"ROSSO"護 / サックス：上原功士 / ドラム：寺前直 (Demetori) - PCゲーム「あまたらすリドルスター」OPソング 2. 星の絆 - 作詞：カサンドラ / 作曲・編曲：新井健史 - コーラス：カサンドラ / ギター：菅野"ROSSO"護 / サックス：上原功士 / ドラム：寺前直 (Demetori) - PCゲーム「あまたらすリドルスター」EDソング |               |                 |           |  |

| 2nd | 2015年6月16日 | snow town〜雪がくれた奇跡〜 | HEMU-0003 |  |
| 1. snow town〜雪がくれた奇跡〜 - 作詞：カサンドラ / 作曲・編曲：新井健史 - コーラス：カサンドラ / ギター：maya / ドラム：寺前直 (Demetori) - TVCM「JSBCスノータウン」テーマソング |               |                             |           |  |

### アルバム
|  | 発売日 | タイトル | 規格品番 |  |
|  | ------ | -------- | -------- |  |

| 1st | 2016年5月26日 | CASANDRA | HEMU-0004 |  |
| Disc1 1. Born This Way 〜Legend of Casandra〜 2. KINGDOM 3. エカテリーナ・ピアニッシモ 4. salvation -CASANDRA version- 5. Il ciero 6. Dream myself 7. 蝶 8. 明日へのリメンブランス 9. terra -地球- 10. Wonder World! 11. 星の絆 12. magical lover 13. Casandra Disc2 1. Il cielo MV 2. salvantio -CASANDRA ver- MV 3. KINGDOM MV |               |          |           |  |

### 配信作品
iTunes Store、Amazon MP3、レコチョク、Music.jp、その他音楽配信サイトで配信中

#### Casandra名義
|  | 配信日 | タイトル |  |
|  | ------ | -------- |  |

| 1st                                             | - | il cielo |  |
| 1. il cielo - 作詞：カサンドラ / 作曲：新井健史 |   |          |  |

| 2nd | 2014年1月5日 | 星の絆 |  |
| 1. 星の絆 - 作詞：カサンドラ / 作曲・編曲：新井健史 - コーラス：カサンドラ / ギター：菅野"ROSSO"護 / サックス：上原功士 / ドラム：寺前直 (Demetori) - PCゲーム「あまたらすリドルスター」EDテーマ |              |        |  |

| 3rd | 2015年6月16日 | snow town〜雪がくれた奇跡〜 |  |
| 1. snow town〜雪がくれた奇跡〜 - 作詞：カサンドラ / 作曲・編曲：新井健史 - コーラス：カサンドラ / ギター：maya / ドラム：寺前直 (Demetori) - TVCM「JSBCスノータウン」テーマ |               |                             |  |

| 4th | 2015年11月11日 | Lovely Life |  |
| 1. Lovely Life - 作詞：カサンドラ / 作曲・編曲：新井健史 - ギター：山田 / バイオリン：Ayane Bit / ドラム：寺前直 (Demetori) - PCゲーム「にいなちゃん Lovely Life」テーマ |                |             |  |

| 5th | 2016年5月20日 | CASANDRA |  |
| 1. Born This Way ～Legend of Casandra～ 2. KINGDOM 3. エカテリーナ・ピアニッシモ 4. salvation -CASANDRA version- 5. Il ciero 6. Dream myself 7. 蝶 8. 明日へのリメンブランス 9. terra -地球- 10. Wonder World! 11. 星の絆 12. magical lover 13. Casandra |               |          |  |

| 6th | 2016年10月20日 | 君とはじめるパレード |  |
| 1. 君とはじめるパレード - 作詞：カサンドラ / 作曲・編曲：新井健史 - PCゲーム「夏の魔女のパレード」1stOPテーマ |                |                      |  |

| 7th                                                                                               | 2017年1月23日 | 未来行き☆列車 |  |
| 1. 未来行き☆列車 - 作詞：カサンドラ / 作曲・編曲：新井健史 - PCゲーム「まいてつ」グランドOPテーマ |               |               |  |

#### 稲﨑エマ名義
|  | 配信日 | タイトル |  |
|  | ------ | -------- |  |

| 1st | 2022年7月29日 | Ema |  |
| 1. fiori di roselia - 作詞：稲﨑エマ / 作曲：ズシトモユキ - コミック「ローゼリア王国物語」テーマソング 2. 薔薇の国 pop’s ver - 作詞：稲﨑エマ / 作曲：ズシトモユキ - コミック「ローゼリア王国物語」イメージソング 3. 薔薇の国 classic ver - 作詞：稲﨑エマ / 作曲：ズシトモユキ - コミック「ローゼリア王国物語」イメージソング 4. Reflect in the eyes - 作詞：稲﨑エマ / 作曲：ゲオルク・フリードリヒ・ヘンデル 5. -私を探して- - 作詞：稲﨑エマ / 作曲：ゲオルク・フリードリヒ・ヘンデル 6. 1人ワルツ - 作詞：稲﨑エマ / 作曲：フランツ・シューベルト 7. 四季-４つの奇跡- - 作詞：稲﨑エマ / 作曲：アントニン・ドヴォルザーク 8. o mio babbino caro -パパへ- - 作詞：稲﨑エマ / 作曲：ジャコモ・プッチーニ 9. My Heart. - 作詞：稲﨑エマ / 作曲：ジャコモ・プッチーニ 10. Bring me to life - 作詞：HODGES DAVID/LEE AMY/MOODY BEN / 作曲：HODGES DAVID/LEE AMY/MOODY BEN - エヴァネッセンスの曲「ブリング・ミー・トゥ・ライフ」をカバー |               |     |  |

### 参加作品
| 発売日         | タイトル                                                         | 規格品番    | 収録曲 |
| -------------- | ---------------------------------------------------------------- | ----------- | --- |
| 2014年3月28日  | 3Ping Lovers! KOTOKO 主題歌CD                                    |             | Disc 1 Track 05 『ステップ』                                                                                             |
| 2015年5月29日  | シルヴァリオ ヴェンデッタ オリジナルサウンドトラック「死想恋歌」 |             | Disc 2 Track 01 『アストラル』 Disc 2 Track 02 『エウリュディケ』                                                        |
| 2015年7月24日  | ラブハレもっとラブハレSPディスク                                 |             | 『ヤクソク☆シンフォニー』                                                                                                |
| 2015年8月28日  | サノバウィッチ オリジナル・サウンドトラック                      | YSCD-0040   | Disc 3 Track 05 『君がくれた光』                                                                                         |
| 2015年10月30日 | 天ノ空レトロスペクト ミニサウンドトラック                        | BMS-0018-DA | Disc 1 Track 01 『明日へのリメンブランス』 Disc 1 Track 07 『こもりうた』                                                |
| 2016年3月25日  | まいてつ ボーカルコレクション                                    |             | Disc 1 Track 04 『未来行き☆列車』                                                                                        |
| 2016年3月31日  | シルヴァリオ ヴェンデッタ -Verse of Orpheus- 主題歌CD            |             | 『狼希天月』 |
| 2016年9月30日  | 夏の魔女のパレード オリジナルサウンドトラック                    | WF-1002     | Disc 2 Track 10 『君とはじめるパレード』 Disc 2 Track 11 『My Sweet Darling!!』 Disc 2 Track 12 『青空へのメロディ』     |
| 2016年12月29日 | Lowすぺっく!? 主題歌サウンドトラック『もっと ずっと すたでぃ！』 |             | Disc 1 Track 01 『純白☆study time』 Disc 1 Track 12 『もっと ずっと ギュッと！』                                         |
| 2016年12月29日 | 千恋＊万花 オリジナル・サウンドトラック                          | YSCD-0047   | Disc 3 Track 05 『GIFT』                                                                                                 |
| 2017年3月24日  | 風見塔学園軽音部ミュージックエビデンスCD                         |             | Disc 1 Track 01 『Go! My Summer Time!』 Disc 1 Track 02 『アドゥレセンス』 Disc 1 Track 03 『スパシープキー -спасибки-』 |
| 2017年4月30日  | 「恋愛教室」EDソング+ボイスドラマCD『kiss me kiss』              |             | Disc 1 Track 01 『kiss me kiss』                                                                                         |

### ゲームボーカル
2013年
- あまたらすリドルスター  (seal-QUALIA)
  - OPテーマ『ミラクル☆デイズ』
    - 作詞：島みやえい子 / 作曲・編曲：新井健史
    - コーラス：カサンドラ / ギター：菅野"ROSSO"護 / サックス：上原功士 / ドラム：寺前直 (Demetori)

  - EDテーマ『星の絆』
    - 作詞：カサンドラ / 作曲・編曲：新井健史
    - コーラス：カサンドラ / ギター：菅野"ROSSO"護 / サックス：上原功士 / ドラム：寺前直 (Demetori)

2014年
- 3Ping Lovers!☆一夫二妻の世界へようこそ♪ （裸足少女）
  - EDテーマ『ステップ』
    - 作詞：島みやえい子 / 作曲・編曲：新井健史
- にいなちゃん Lovely Life （ぷちぱるふぇ）
  - テーマ『Lovely Life』
    - 作詞：カサンドラ / 作曲：新井健史

2015年
- カミツレ 〜7の二乗不思議〜 （りぷる）
  - OPテーマ『salvation』
    - 作詞：島みやえい子 / 作曲・編曲：新井健史

  - EDテーマ『蝶』
    - 作詞：カサンドラ / 作曲・編曲：新井健史
- サノバウィッチ （ゆずソフト）
  - 戸隠憧子EDテーマ『君がくれた光』
    - 作詞：カサンドラ / 作曲：Famishin / 編曲：新井健史
- シルヴァリオ ヴェンデッタ (light)
  - OPテーマ『アストラル』
    - 作詞：カサンドラ / 作曲：樋口秀樹

  - EDテーマ『エウリュディケ』
    - 作詞：カサンドラ / 作曲：押上極
- ろーらいず!!! （はむはむソフト）
  - 挿入歌『magical lover』
    - 作詞：カサンドラ / 作曲：新井健史
- ヤ・ク・ソ・ク☆ラブハーレム (Chien)
  - OPテーマ『ヤクソク☆シンフォニー』
    - 作詞・作曲・編曲：新井健史
- 天ノ空レトロスペクト (GLace)
  - OPテーマ『明日へのリメンブランス』
    - 作詞：カサンドラ / 作曲・編曲：新井健史

  - EDテーマ『こもりうた』
    - 作詞：カサンドラ / 作曲・編曲：新井健史

2016年
- まいてつ (Lose)
  - グランドOP『未来行き☆列車』
    - 作詞：カサンドラ / 作曲・編曲：新井健史
    - コーラス：カサンドラ、新井健史 / ギター・ピアノ：新井健史
- シルヴァリオ ヴェンデッタ -Verse of Orpheus- (light)
  - OPテーマ『狼希天月』
    - 作詞：カサンドラ / 作曲：Ayumi. / 編曲：樋口秀樹
- 千恋*万花（ゆずソフト）
  - EDテーマ『GIFT』
    - 作詞：カサンドラ / 作曲：Famishin / 編曲：新井健史
    - アコースティックギター・キーボード：新井健史 / ギター：エキセントリック山田太郎
- ふれるてラブコネクト（Nephrite）
  - OPテーマ『ココロのキモチ』
    - 作詞：カサンドラ / 作曲・編曲：新井健史
- 夏の魔女のパレード（Wonder Fool）
  - OPテーマ『君と始めるパレード』
    - 作詞：カサンドラ / 作曲・編曲：新井健史

  - 2nd OPテーマ『My Sweet Darling!!』
    - 作詞：カサンドラ・保桜 / 作曲・編曲：新井健史

  - EDテーマ『青空へのメロディ』
    - 作詞：カサンドラ / 作曲・編曲：新井健史

  - EDテーマ
- Lowすぺっく!?（はむはむソフト）
  - OPテーマ『純白☆study time』
    - 作詞：下地和彦 / 作曲・編曲：新井健史 / ギター：エキセントリック山田太郎

  - EDテーマ『もっと ずっと ギュッと！』
    - 作詞：カサンドラ / 作曲・編曲：新井健史 / ギター：エキセントリック山田太郎

2017年
- 甘夏アドゥレセンス（コンフィチュールソフト）
  - OPテーマ『Go! My Summer Time!』
    - 作詞：カサンドラ / 作曲・編曲：新井健史 / ギター：エキセントリック山田太郎

  - 劇中歌『アドゥレセンス』
    - 作詞：カサンドラ / 作曲・編曲：新井健史

  - 劇中歌『スパシープキー -спасибки-』
    - 作詞：カサンドラ / 作曲・編曲：新井健史
- 恋愛教室（UnN/A）
  - 早河彗キャラクターソング・EDテーマ『kiss me kiss』
    - 作詞：カサンドラ / 作曲・編曲：新井健史

### コーラス
2013年
- 鈴の密かな恋の唄（Little Busters! Festival Pamphlet 収録曲）

2014年
- 迷惑スペクタクル（TVアニメ「となりの関くん」主題歌）

2016年
- No mercy（PCゲーム「牝贄狩〜淫虐のアーケード街」主題歌）

### パート担当
2015年
- 青クマ学園の校歌（女性パート担当 / 堀江由衣をめぐる冒険V〜狙われた学園祭〜にて[9]）

### そのほか
2017年
- キュートレインネットワーク テーマソング『いっしょに走ろう！』
  - 作詞：カサンドラ / 作曲・編曲：新井健史

2023年
- 雲辺寺周辺ジオ・トレイルランニング大会2022 大会テーマソング『RUN!!』[注 13]
  - 作詞：稲﨑エマ / 作曲:笹渕大介 / 編曲：ズシトモユキ

## 出演

### ライブ・イベント

#### 単独公演
| 公演日            | 公演名                                                                 | 会場                  |
| ----------------- | ---------------------------------------------------------------------- | --------------------- |
| 2014年10月11日    | Tea Party of Casandra 〜カサンドラのお茶会〜                           | 企業交流プラザビルB1F |
| 2015年12月12日    | Tea Party of Casandra in X*mas♡2015 〜カサンドラのお茶会inクリスマス〜 | LIVESPOT BROWNIE      |
| 2016年6月19日     | カサンドラの舞踏会vol.1 -Dance Party Of Casandra 2016 in Tokyo-        | 新宿グラムシュタイン  |
| 2017年2月18日     | 【FC限定イベ】 カサンドランド☆サミットVol.1 * in New Year !!!          | 大阪市某所            |
| 2017年5月13日予定 | カサンドラのお茶会 vol.4 in OSAKA-2017-                                | 心斎橋 ヒルズパン工場 |

#### ゲスト・複数者公演
| 公演日         | 公演名                                                                              | 会場                                               |
| -------------- | ----------------------------------------------------------------------------------- | -------------------------------------------------- |
| 2014年4月19日  | P.C.M. Live!2014                                                                    | 新宿BLAZE                                          |
| 2014年6月27日  | ミュージックブレイク                                                                | ラジオ ラジオ☆ミュージックブレイク                 |
| 2014年9月14日  | EEE 5th anniversary                                                                 | 日本橋 BarGuild                                    |
| 2014年12月27日 | 電気外祭り 2014 WINTER in 新宿 内イベント「カサンドラと新井健史によるトークショー」 | ベルサール新宿グランド                             |
| 2015年3月28日  | はぴめろ@えびす tr4 ♪さくらピンク                                                   | 心斎橋VARON                                        |
| 2015年3月14日  | Happy light Live 〜THE GREAT 15th〜 一部＆二部                                      | 新宿BLAZE                                          |
| 2016年5月4日   | 熊本震災 チャリティーライブ 野崎まつり VOXOXだよ全員集合                            | 大阪 いいもりぷらざ                                |
| 2015年8月13日  | 天トロ トークイベント                                                               | ベルサール新宿グランド                             |
| 2015年11月3日  | light＆Campus×Studio e･go!&でぼの巣製作所 全国縦断トークキャラバン2015 大阪会場     | ソフマップなんば店 ザウルス1                       |
| 2015年11月12日 | 頑宣ch・第114回                                                                     | ニコニコ生放送 頑宣ch                              |
| 2016年6月2日   | はばラヂ                                                                            | インターネットラジオ 情報アキハバラエティ はばラヂ |
| 2016年6月4日   | 御一夜市物語 -Lose Concert 2016- 昼＆夜公演                                         | 品川 THE GRAND HALL                                |
| 2016年6月10日  | ゆず生ラジオ7thシーズン 第13回                                                      | ニコニコ生放送 ゆず生ラジオ                        |
| 2016年6月19日  | キャララ!! Lose ライブ枠                                                            | 廣瀬無線電機 イベントホール                        |
| 2016年7月16日  | 熊本県・南阿蘇鉄道応援イベント in 人吉                                              | 熊本県人吉市                                       |
| 2016年8月11日  | 恋愛教室 スペシャル座談会                                                           | 東京都立産業貿易センター台東館                     |
| 2017年2月4日   | B.G.M Live!!2017 大阪-Fandisk!!-                                                    | umeda TRAD（旧AKASO）                              |
| 2017年3月18日  | ふれあい三次SLフェスタ スペシャルライブ「カサンドラ feat.48650」                    | 広島県三次市 旧三次文化会館跡地                    |
| 2016年3月31日  | ゆず生ラジオ8thシーズン 第23回                                                      | ニコニコ生放送 ゆず生ラジオ                        |
| 2017年4月26日  | 美少女ゲームMUSIC ON AIR! 第19回配信                                                | インターネットラジオ 音泉                          |
| 2017年4月30日  | character1 2017 恋愛教室 ボーカルトークショー＆合同サイン会＆限定ミニライブ         | 東京ビッグサイト UnN/Aブース                       |